# Такахасі Юкі
Юкі Такахасі (яп. 高橋 侑希; нар. 29 листопада 1993, префектура Міє) — японський борець вільного стилю, чемпіон та бронзовий призер чемпіонатів світу, чемпіон та бронзовий призер чемпіонатів Азії, бронзовий призер Азійських ігор, бронзовий призер Кубку світу, чемпіон Юнацьких Олімпійських ігор, учасник Олімпійських ігор.

## Життєпис
Боротьбою почав займатися з 2003 року, коли навчався у третьому класі початкової школи..
Виступає за борцівський клуб Університету Яманасі Гакуїн. Тренер — Такада Юдзі.
У травні 2021 року виграв кваліфікаційний турнір в Софії, що дозволило йому вибороти ліцензію на участь в літніх Олімпійських іграх 2020 року в Токіо. На Олімпіаді у першому поєдинку переміг Стевана Мічича із Сербії (7:0), однак у наступному поступився у Нурісламу Санаєву з Казахстану (4:4 — за рахунок останньої результативної дії супротивника) і вибув з турніру.
Він став першим за 36 років японським борцем-чоловіком, який виграв золото у вільній боротьбі на чемпіонаті світу після своєї перемоги у категорії до 57 кг на чемпіонаті 2017 року в Парижі, Франція. До цього Тосіо Асакура здобув золото в категорії до 55 кг на чемпіонаті світу 1981 року в Скоп'є, Югославія.
Його молодший брат Такуя теж займався боротьбою, але мусив піти зі спорту у 2013 році після того, як у нього виявили хворобу Пертеса.

## Спортивні результати на міжнародних змаганнях

### Виступи на Олімпіадах
| Змагання                    | Збірна | Вагова категорія          | Місце |
| --------------------------- | ------ | ------------------------- | ----- |
| Літні Олімпійські ігри 2020 | Японія | вільна боротьба, до 57 кг | 8     |

### Виступи на Чемпіонатах світу
| Змагання                        | Збірна | Вагова категорія          | Місце  |
| ------------------------------- | ------ | ------------------------- | ------ |
| Чемпіонат світу з боротьби 2014 | Японія | вільна боротьба, до 57 кг | 5      |
| Чемпіонат світу з боротьби 2015 | Японія | вільна боротьба, до 57 кг | 9      |
| Чемпіонат світу з боротьби 2017 | Японія | вільна боротьба, до 57 кг | Золото |
| Чемпіонат світу з боротьби 2018 | Японія | вільна боротьба, до 57 кг | Бронза |
| Чемпіонат світу з боротьби 2019 | Японія | вільна боротьба, до 57 кг | 10     |

### Виступи на Чемпіонатах Азії
| Змагання                       | Збірна | Вагова категорія          | Місце  |
| ------------------------------ | ------ | ------------------------- | ------ |
| Чемпіонат Азії з боротьби 2017 | Японія | вільна боротьба, до 57 кг | Золото |
| Чемпіонат Азії з боротьби 2019 | Японія | вільна боротьба, до 57 кг | Бронза |
| Чемпіонат Азії з боротьби 2020 | Японія | вільна боротьба, до 57 кг | Бронза |

### Виступи на Азійських іграх
| Змагання           | Збірна | Вагова категорія          | Місце  |
| ------------------ | ------ | ------------------------- | ------ |
| Азійські ігри 2018 | Японія | вільна боротьба, до 57 кг | Бронза |

### Виступи на Кубках світу
| Змагання                    | Збірна | Вагова категорія | Місце  |
| --------------------------- | ------ | ---------------- | ------ |
| Кубок світу з боротьби 2018 | Японія | команда          | Бронза |
| Кубок світу з боротьби 2019 | Японія | команда          | 4      |

### Виступи на інших змаганнях
| Змагання                                                    | Збірна | Вагова категорія          | Місце  |
| ----------------------------------------------------------- | ------ | ------------------------- | ------ |
| Кубок Тахті 2014                                            | Японія | вільна боротьба, до 57 кг | 12     |
| Турнір Яшара Догу 2014                                      | Японія | вільна боротьба, до 57 кг | Бронза |
| Меморіал Вацлава Циолковського 2014                         | Японія | вільна боротьба, до 57 кг | Срібло |
| Меморіал Вацлава Циолковського 2015                         | Японія | вільна боротьба, до 57 кг | Золото |
| Золотий Гран-прі з боротьби 2016                            | Японія | вільна боротьба, до 57 кг | Бронза |
| Гран-прі «Іван Яригін» 2017                                 | Японія | вільна боротьба, до 57 кг | 23     |
| Всеяпонський відкритий чемпіонат з боротьби 2018            | Японія | вільна боротьба, до 57 кг | Золото |
| Чемпіонат Японії з вільної боротьби 2018                    | Японія | вільна боротьба, до 57 кг | Золото |
| Чемпіонат Японії з вільної боротьби 2019                    | Японія | вільна боротьба, до 57 кг | Срібло |
| Чемпіонат Японії з вільної боротьби 2020                    | Японія | вільна боротьба, до 57 кг | Золото |
| Олімпійський кваліфікаційний турнір з боротьби 2021 (Софія) | Японія | вільна боротьба, до 57 кг | Золото |

### Виступи на змаганнях молодших вікових груп
| Змагання                                     | Збірна | Вагова категорія          | Місце  |
| -------------------------------------------- | ------ | ------------------------- | ------ |
| Чемпіонат Азії з боротьби серед юніорів 2012 | Японія | вільна боротьба, до 55 кг | Срібло |
| Літні юнацькі Олімпійські ігри 2010          | Японія | вільна боротьба, до 54 кг | Золото |